# ديمتريوس كاراباتيس
ديمتريوس كاراباتيس (باليونانية: Δημήτριος Καραμπάτης)‏ (22 سبتمبر 1899 – 3 سبتمبر 1964) هو ملاكم يوناني راحل، مثّل بلاده في الألعاب الأولمبية الصيفية في دورات 1920 و1924 و1928.

## روابط خارجية
ديمتريوس كاراباتيس على موقع أوليمبيديا (الإنجليزية)